# Halechiniscus guiteli
Halechiniscus guiteli är en djurart som tillhör fylumet trögkrypare, och som beskrevs av Ferdinand Richters 1908. Halechiniscus guiteli ingår i släktet Halechiniscus och familjen Halechiniscidae. Inga underarter finns listade i Catalogue of Life.